# Фальчук Фелія Яківна
Фелія Яківна Фальчук (нар. 20 вересня 1922, Конотоп — пом. 15 червня 2013) — українська скульпторка і педагог; членкиня Спілки радянських художників України з 1960 року. 

## Біографія
Народилася 20 вересня 1922 року в місті Конотопі (нині Сумська область, Україна). Протягом 1943—1949 років навчалась у Київському художньому інституті, де її викладачами були зокрема Макс Гельман, Лев Муравін, Костянтин Єлева, Олена Яблонська.
Викладала в Одеському художньому училищі. Серед учнів: Андрій Соловйов, Федір Кіріазі. Жила в Одесі, в будинку на вулиці Великій Арнаутській № 1, квартира 13. Померла 15 червня 2013 року. Похована в Одесі на Другому християнському цвинтарі (ділянка № 80).
Дружина скульптора Мирона Кіпніса і художника Костянтина Ломикіна.

## Творчість
Працювала в галузі станкової та монументальної скульптури. Серед робіт:
станкова скульптура
- «Клятва Максима Кривоноса» (1954, гіпс тонований);
- «Одетта» (1954);
- «Патруль Жовтня» (1957, гіпс тонований);
- «На вільній землі» (1957);
- «Рік 1919-й» (1958);
- «Будівельниця» (1959, гіпс тонований);
- «Тобі, Батьківщино» (1960—1961);
- «Мати» (1967, бетон тонований);
- «З вами розмовляє Володимир Ленін» (1969, бронза);

пам'ятники

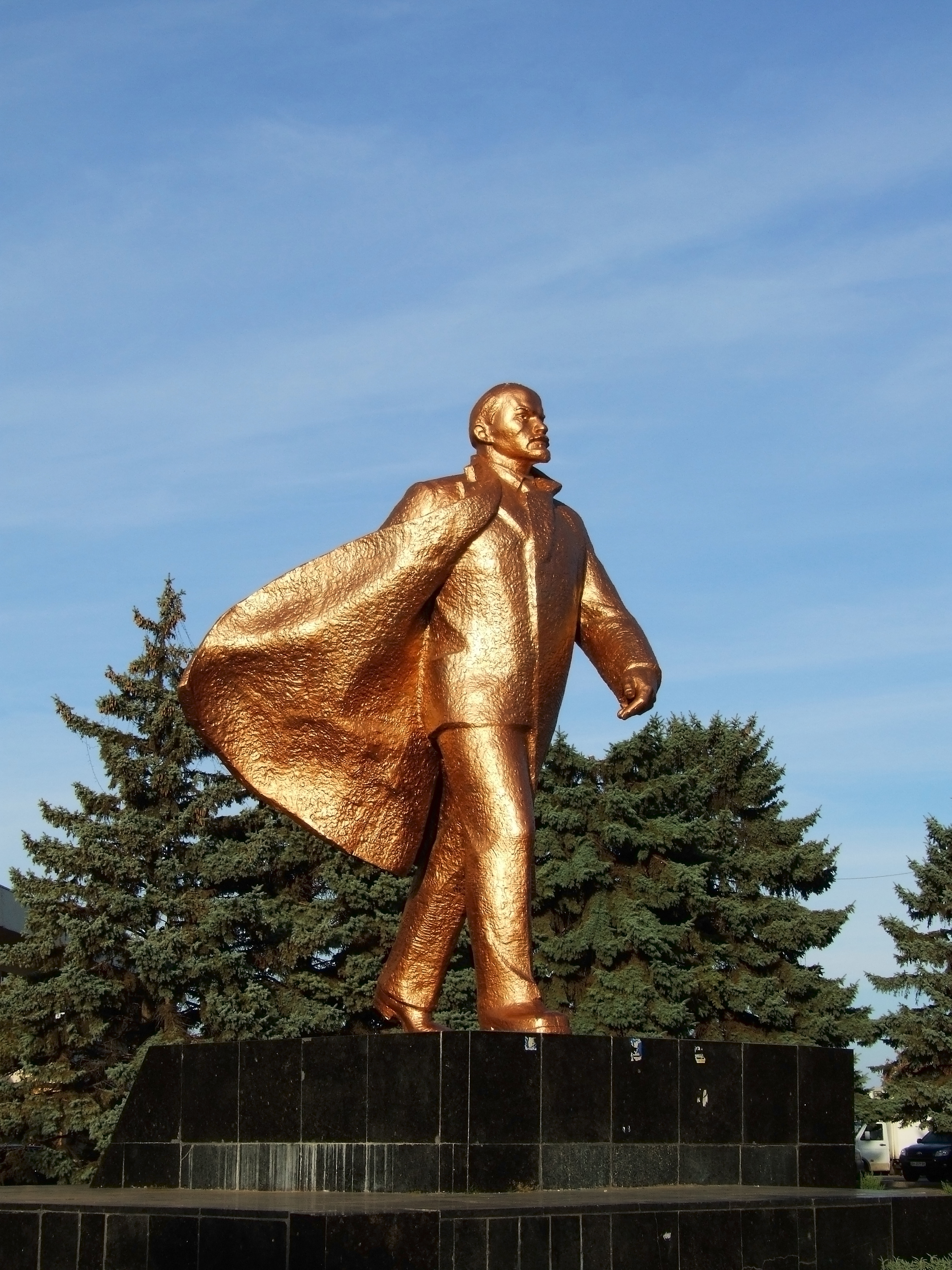
Пам'ятник Володимиру Леніну в Іллічівську.

- Володимиру Леніну в місті Іллічівську (1970, бронза, граніт; у співавторстві з Федором Чувакіним, Давидом Фішером, архітектор В. Голод);
- монумент «Батьківщина-мати» у місті Кувандику (1975);
- меморіал героям Вітчизняної війни у місті Кувандику (1980).

## Відзнаки
- Нагороджена орденом «Знак Пошани» (1960)[1];
- Заслужений художник України[2].